# Noorderlijn

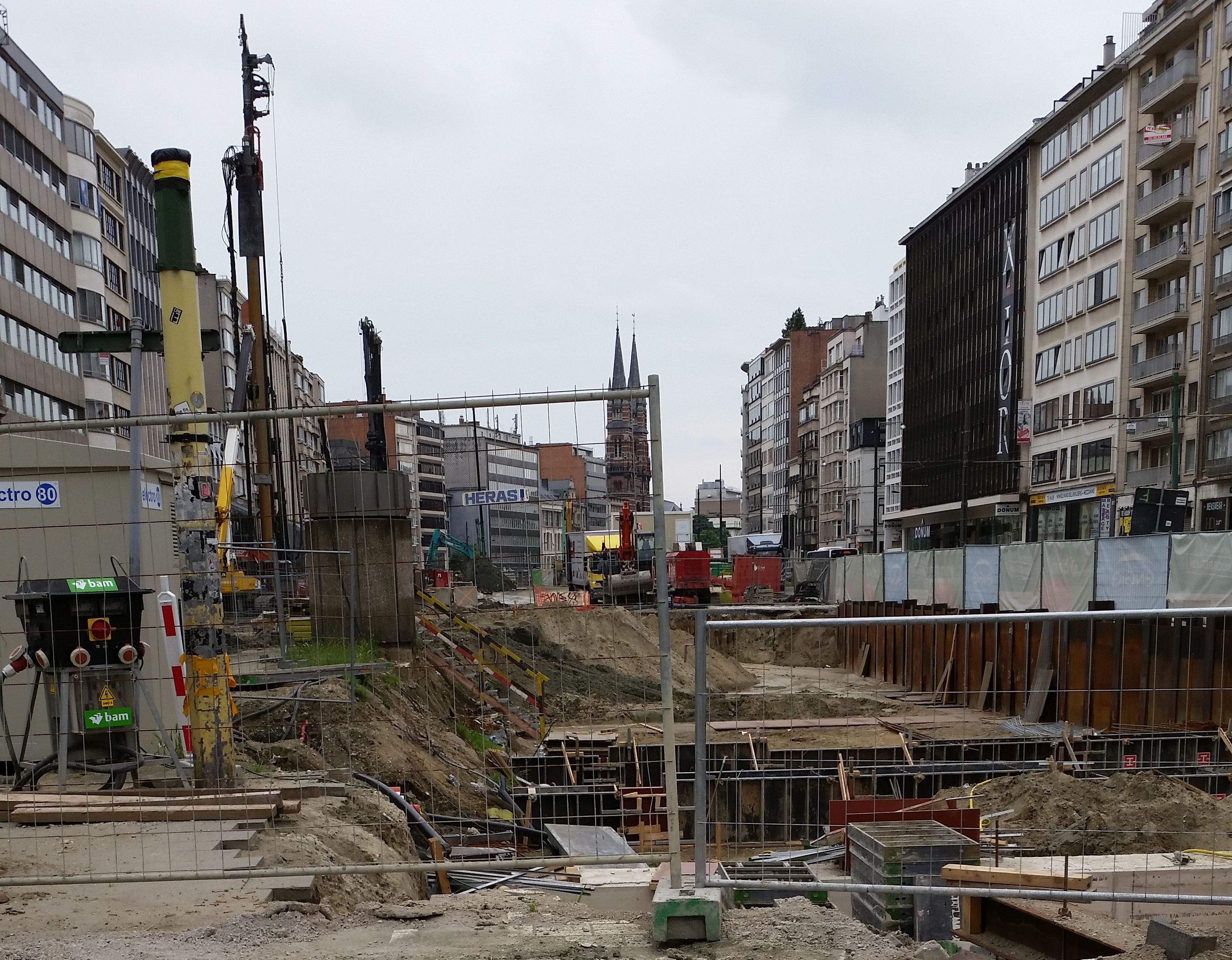
Lucrări pe Bulevardul Frankijklei în iunie 2016.

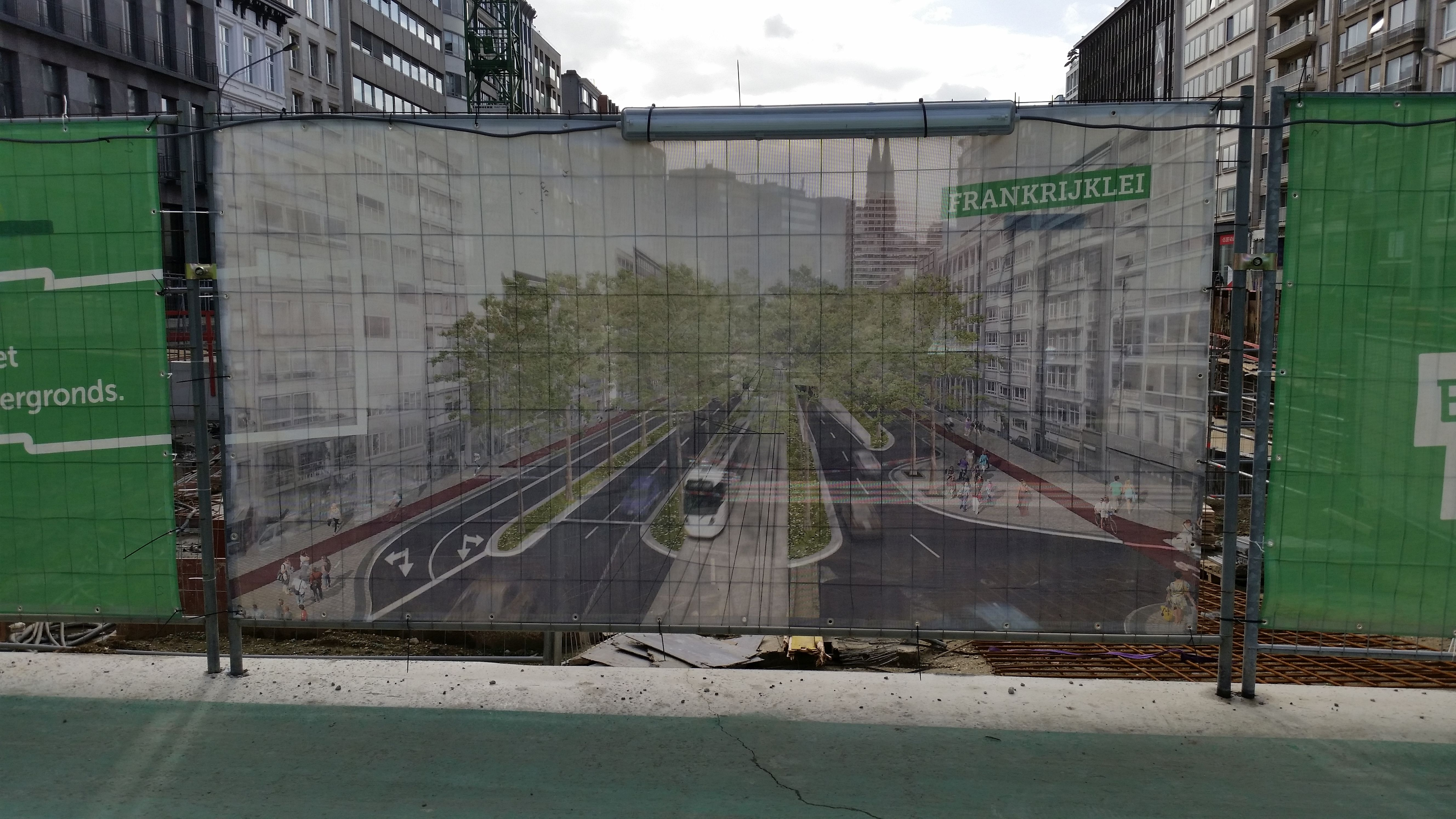
Aspectul propus pentru Piața Operei după terminarea lucrărilor.

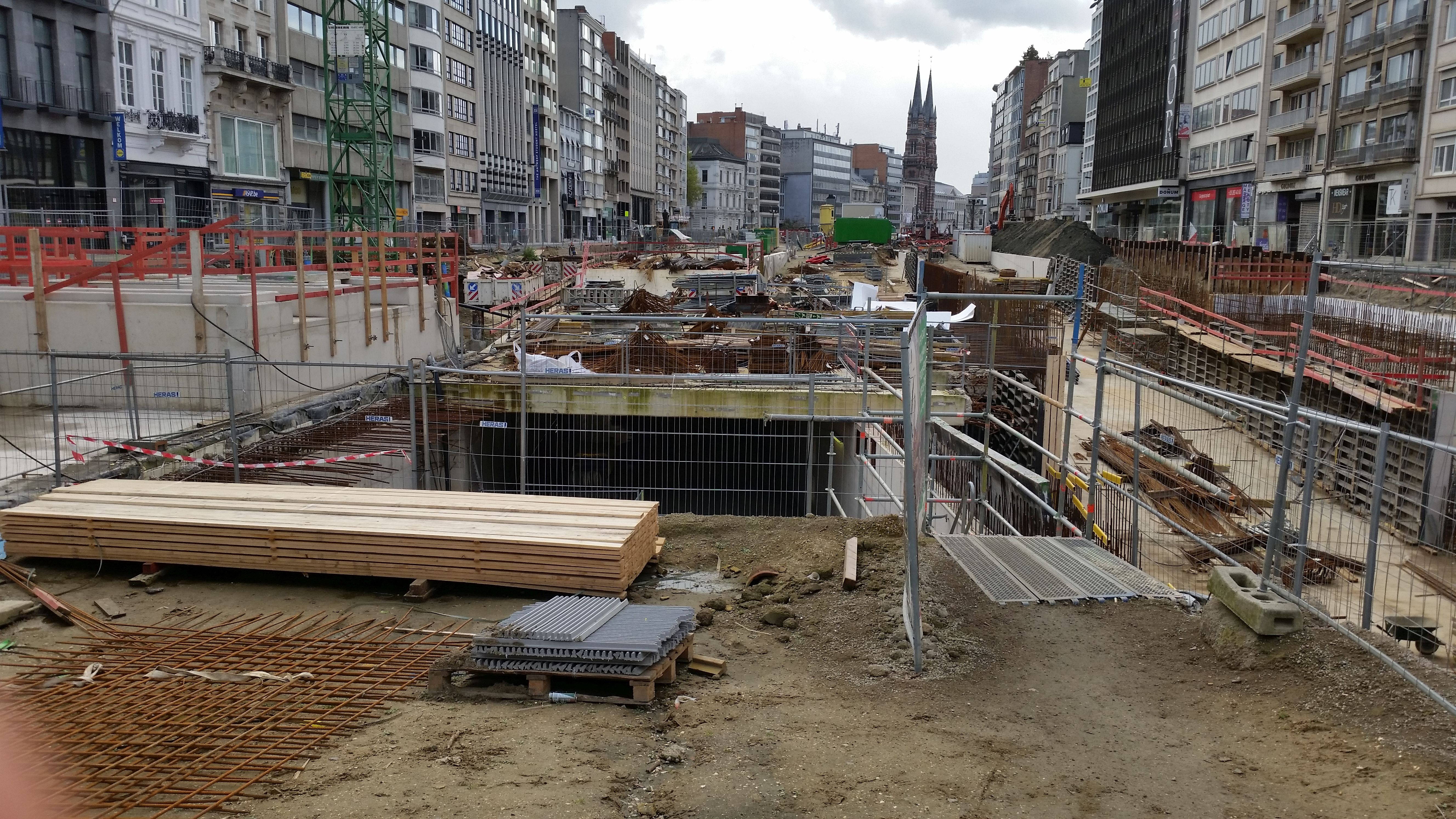
Lucrări pe Bulevardul Frankijklei în octombrie 2017.

Noorderlijn (în română Linia nordică) este un proiect complex, conceput și implementat de Guvernul Flamand în orașul Antwerpen din regiunea flamandă a Belgiei. În principiu, proiectul propune realizarea unei noi linii de tramvai care să conecteze centrul orașului de nordul său, în special de cartierul Eilandje. În realitate, proiectul presupune și ample lucrări de reamenajare a unor piețe, străzi și bulevarde importante din Antwerpen, crearea de coridoare vegetale, piste pentru bicicliști, a unei noi parcări de tip Park & Ride și, nu în ultimul rând, deschiderea pentru circulația tramvaielor a nivelului –3 al stației de premetrou Opera, construit în 1975 și niciodată utilizat. În plus, în cadrul lucrărilor este prevăzută și completa renovare și modernizare a stației de premetrou, după un proiect al biroului de arhitectură Manuel de Solà-Morales.

## Istoric
În anul 2000, Guvernul Flamand a lansat „Master Planul 2020” pentru mobilitate în și în jurul orașului Antwerpen. Acest plan își propunea trei obiective generale ambițioase:
- traficul în jurul orașului Antwerpen să devină mai fluent, cu mai puține cozi și ambuteiaje;
- căile rutiere să devină mai sigure, astfel încât să fie redus numărul accidentelor;
- orașul și consiliul local să-și îmbunătățească activitatea, astfel încât să amelioreze viața locuitorilor;

Sub denumirea Brabo 2, „Master Planul 2020” conținea și măsuri privind realizarea unei mai bune conectări între centrul și nordul orașului. În anul 2010, Guvernul Flamand și orașul Antwerpen au perfectat pe baza „Master Planului 2020” o înțelegere care detalia modalitățile de optimizare a infrastructurii de transport public din oraș și proximitatea acestuia. Documentul stabilea în detaliu felul cum vor fi îmbunătățite rețeaua rutieră și cea de tramvai din Antwerpen. Anterior, în cadrul „Master Planului 2020” fuseseră deja inițiate două proiecte de tip DBFM (Design, Build, Finance, and Maintain, în română Proiectare, Execuție, Finanțare și Întreținere): Brabo 1, aflat actualmente în fază operațională, și Livan 1, în faza de construcție.
Brabo 2, denumirea tehnică a Noorderlijn, era al treilea proiect de tip DBFM care urma să fie inițiat, având ca beneficiari operatorul flamand de transport public De Lijn, agenția flamandă de administrare rutieră AWV și Orașul Antwerpen, reprezentat prin Direcția de Urbanism. De asemenea, De Lijn figura și ca autoritate contractantă. Brabo 2 implica realizarea a trei contracte diferite:
- un contract de tip DBFM referitor la extinderea rețelei de tramvai;
- un contract de tip DBFM referitor la modernizarea și extinderea rețelei stradale;
- un contract de tip DBF (Design, Build, and Finance, în română Proiectare, Execuție și Finanțare) referitor la construcția unui scurt tunel, a două poduri mobile, a unei parcări subterane și reabilitarea unor spații publice;

Licitația publică pentru realizarea acestor ample lucrări în Parteneriat Public-Privat (PPP) a fost lansată în anul 2013. Pe 19 noiembrie 2015 a fost anunțat câștigătorul, consorțiul „TramContractors” format din:
- un joint-venture compus din BAM PPP, unul din cei mai mari operatori europeni în domeniul PPP, și fondul olandez de pensii PGGM;
- Cofely Fabricom, divizia de construcții și instalații a ENGIE-Fabricom;

Execuția lucrărilor urmează să fie realizată de sucursala locală BAMnv, prin diviziile BAM Contractors nv, BAM Infra Rail bv și BAM Track, în timp ce fondul de pensii s-a angajat să suporte o parte din finanțare. Contractul cuprinde și asigurarea unei perioade de întreținere de 28 de ani. Joint-venture-ul BAMnv-PGGM urmează este responsabil pentru lucrările civile, în timp ce Cofely Fabricom se ocupă de partea de instalații mecanice și electrice. Ponderea finanțării și execuției proiectului Brabo 2 (Noorderlijn) a diverselor firme și divizii din cadrul celor două grupuri distincte ale consorțiului este următoarea:
| Activitate             | Consorțiul TramContractors                              | Consorțiul TramContractors |
| ---------------------- | ------------------------------------------------------- | -------------------------- |
| Finanțare              | BAM-PGGM                                                | Fabricom                   |
| Finanțare              | 81.1%                                                   | 19.9%                      |
| Proiectare și execuție | CEI-De Meyer - Betonac/BAM Infra Rail bv – BAM Track nv | Cofely Fabricom            |
| Proiectare și execuție | 70%                                                     | 30%                        |
| Management             | BAM Maintenance                                         | Cofely Fabricom            |
| Management             | 70%                                                     | 30%                        |

Conform contractului, execuția lucrărilor a fost programată să înceapă pe 1 martie 2016.

## Date tehnico-financiare

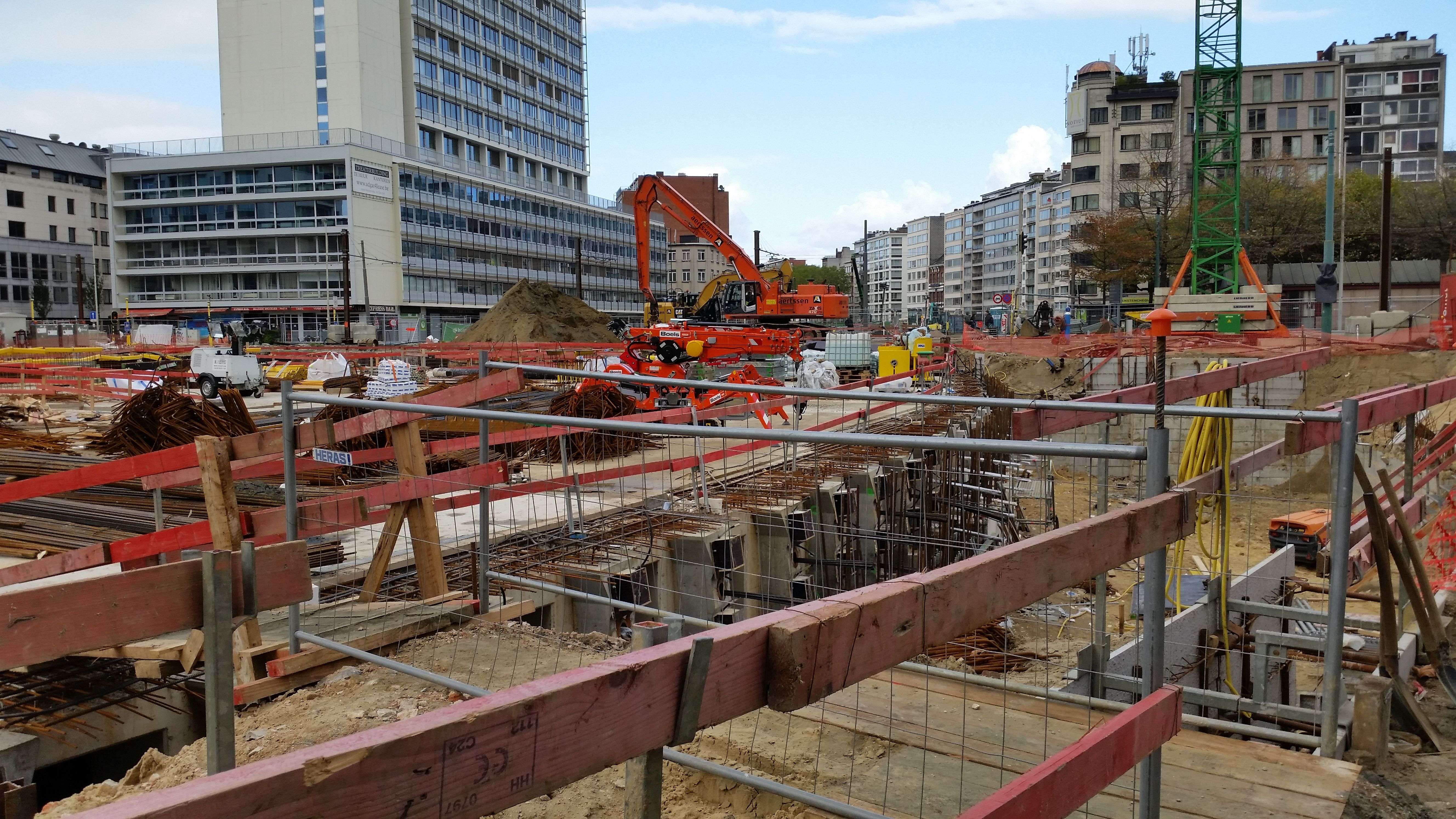
Lucrări în Piața Operei în octombrie 2017.

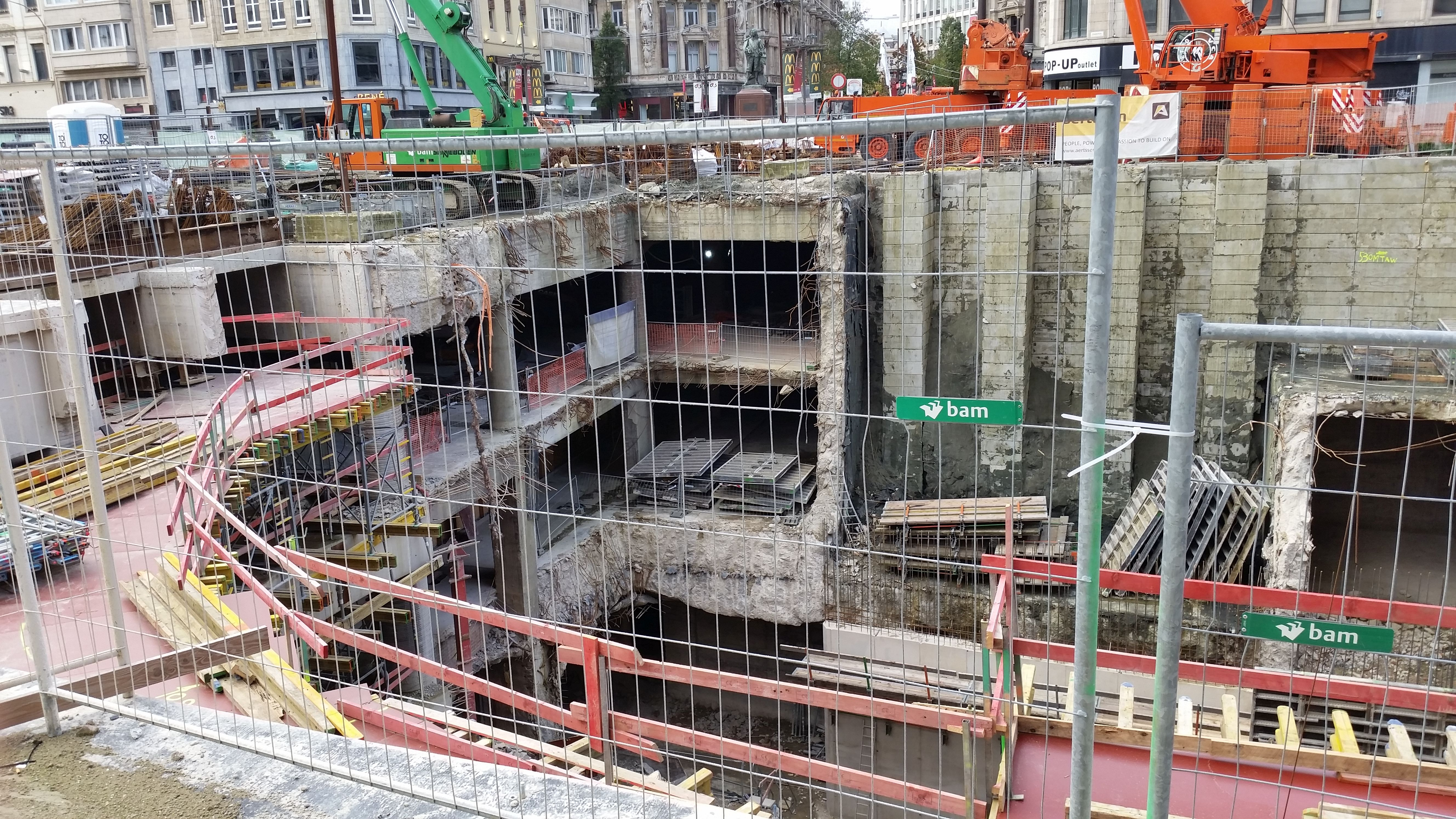
Lucrări la stația de premetrou Opera în octombrie 2017.

Valoarea totală a proiectului a fost stabilită la 210 milioane de euro. Lucrările au început pe 1 martie 2016 și urmează să se întindă pe o perioadă de 40 de luni, termenul de finalizare fiind iulie 2019. Contractul prevede că, după recepție, consorțiul TramContractors va asigura mentenanța lucrărilor pentru o perioadă de 28 de ani.
Pe lângă scopul propriu-zis, realizarea a 2 x 10 km de linie nouă de tramvai spre nordul orașului, proiectul își propune realizarea mai multor obiective:
- reconstrucția bulevardelor De Leien de nord, transformarea Pieței Operei într-un reper al centrului orașului și crearea unui spațiu public de calitate la Piața Franklin Roosevelt;
- construcția, folosind cele două tuburi îngropate în 1975, a unui tunel rutier în Piața Operei, care să fluidizeze traficul din zonă;
- o mai bună conectare a străzilor De Keyser, Meir, Kipdorpbrug și a Pieței Franklin Roosevelt, permițând o mai ușoară circulație a pietonilor și cicliștilor;
- construcția unei parcări de tip Park & Ride în zona intersecției bulevardului Noorderlaan cu autostrada A12;

Ținând cont de complexitatea proiectului, acesta a fost împărțit în mai multe faze:
| Perioadă              | Obiective |
| --------------------- | --- |
| 2016–2019             | – reamenajarea Pieței Operei și Pieței Franklin Roosevelt; – amenajarea bulevardelor Frankrijklei și Italiëlei; – reamenajarea și modernizarea stației de premetrou Opera; |
| vara anului 2018      | – tramvai funcțional spre Eilandje; |
| sfârșitul anului 2018 | – tramvaiul ajunge la Căpitănia portului; |
| 2016–2018             | – modernizarea bulevardului Noorderlaan; |
| 2016–2019             | – construcția Park & Ride Luchtbal; |

## Execuție

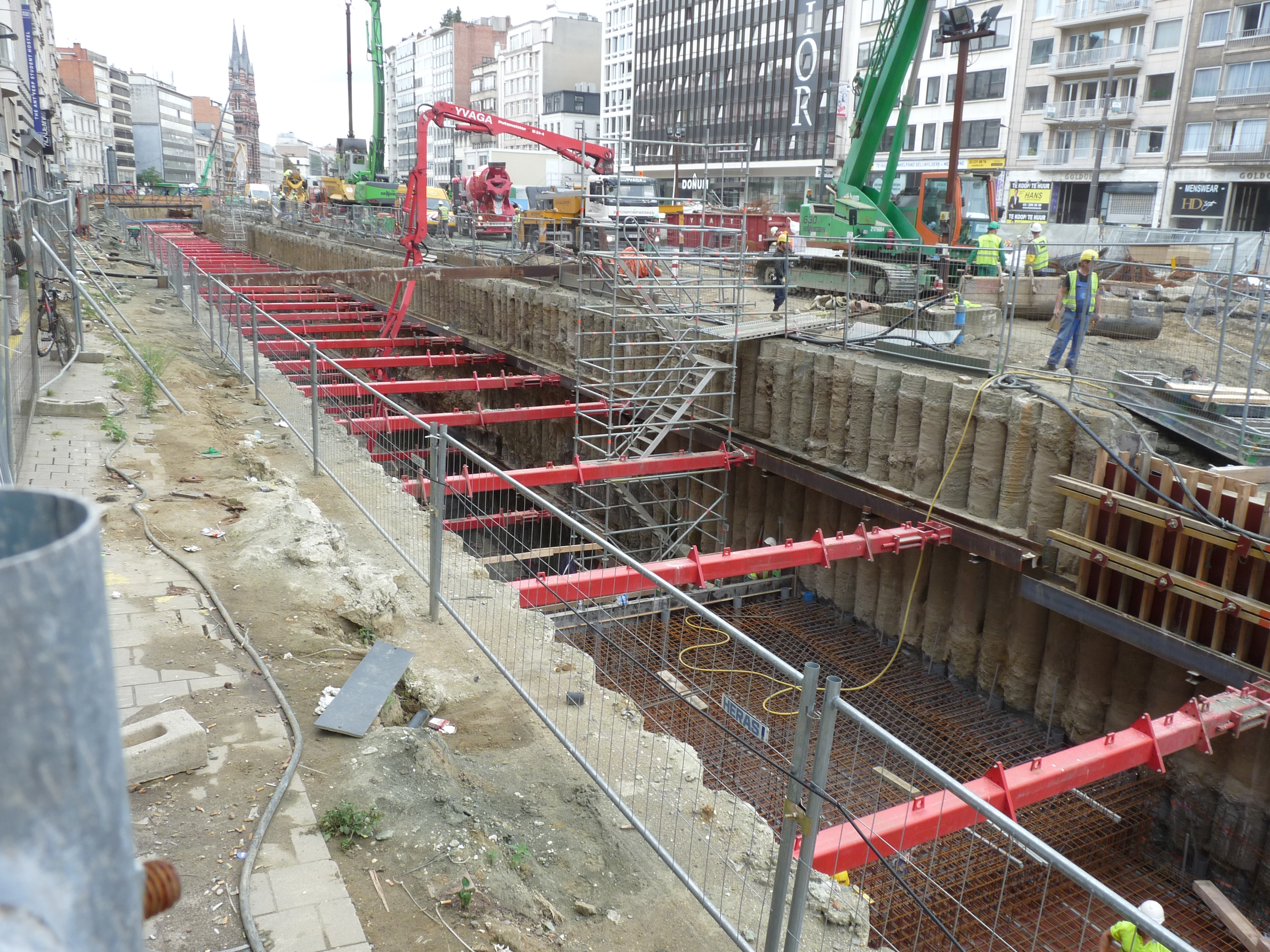
Construcția tunelului de tramvai pe Bulevardul Frankijklei în septembrie 2016.

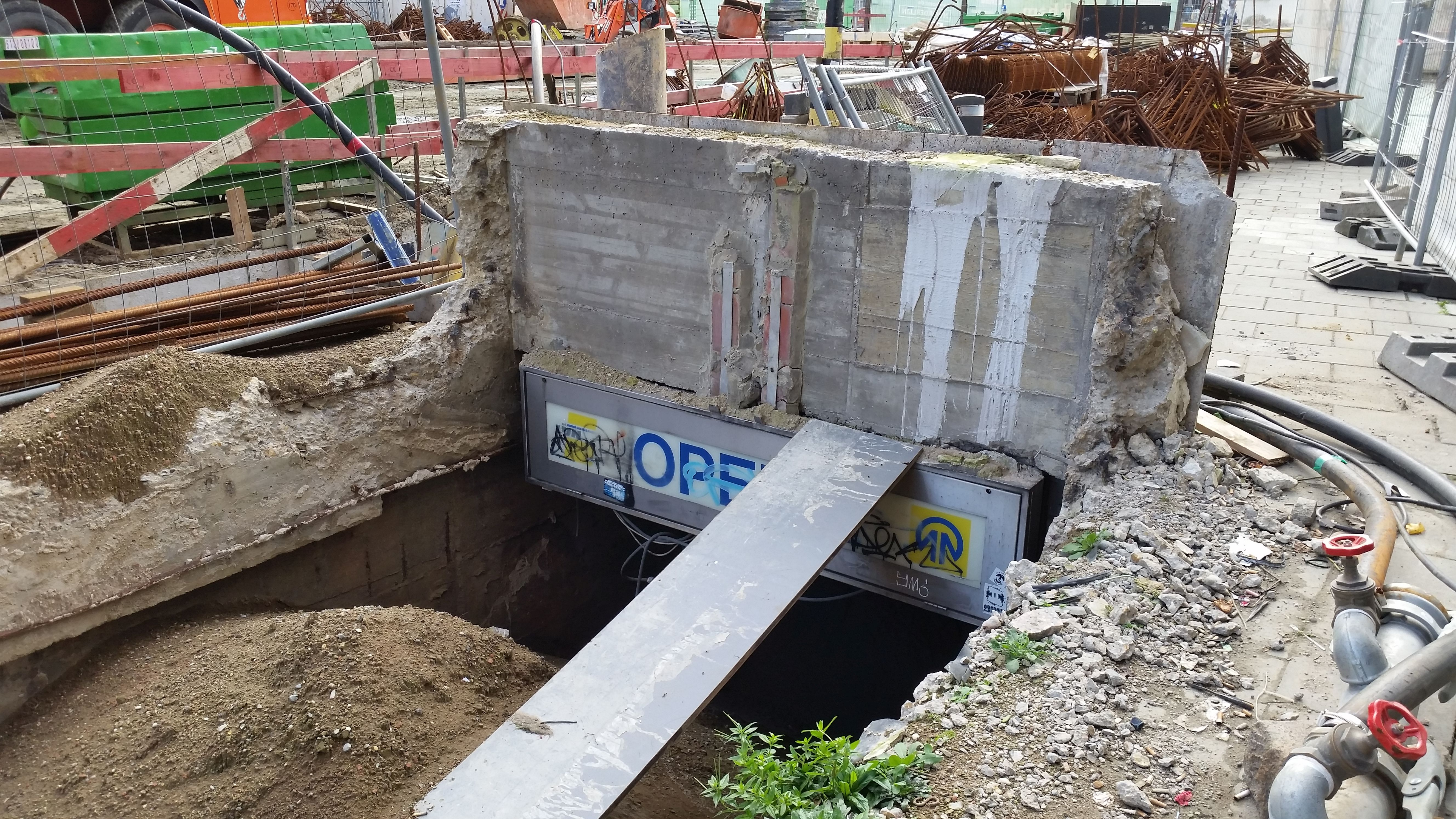
Gura de premetrou Opera în septembrie 2016.

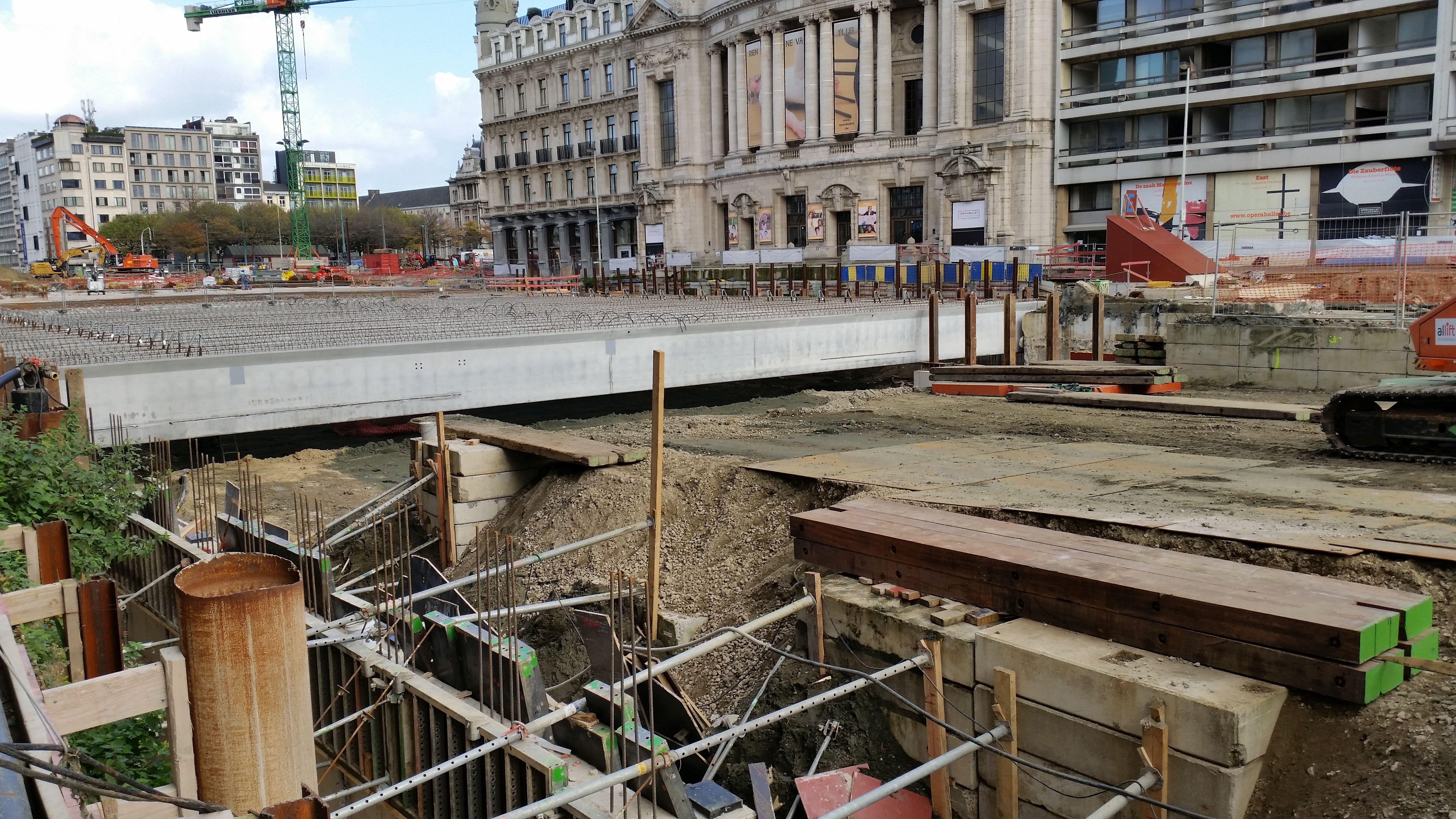
Grinzi montate în fața operei din Antwerpen, vedere din octombrie 2017.

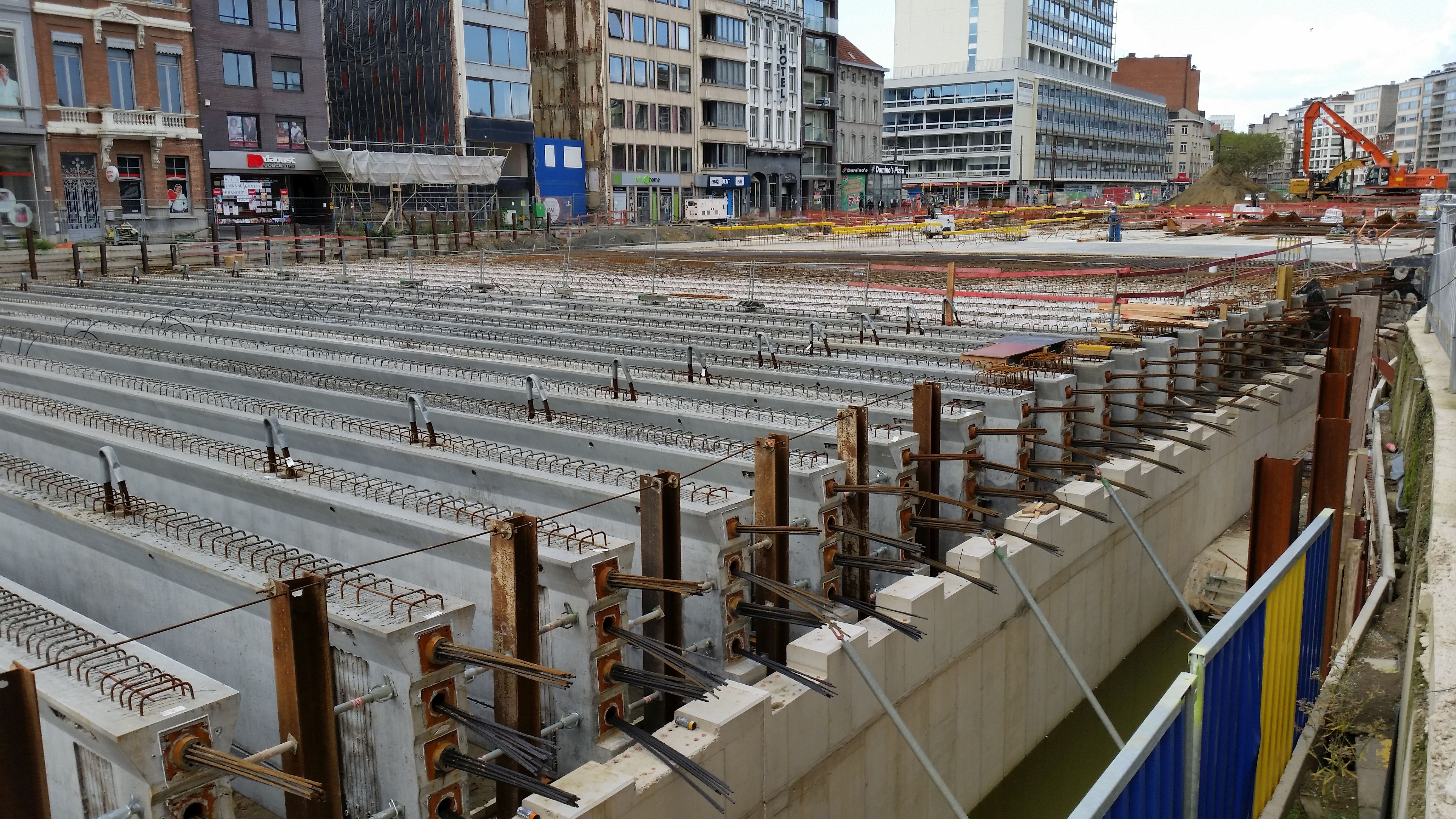
Grinzi montate pe Bulevardul Frankijklei în octombrie 2017.

Deși construcția propriu-zisă a început mai devreme, marile lucrări au demarat spre sfârșitul anului 2015. În practică, execuția cuprinde trei mari capitole:

### Bulevardele De Leien de nord
Acest capitol al proiectului se referă la reconstrucția și reamenajarea bulevardelor De Leien de nord, în speță Frankrijklei și Italiëlei, precum și a piețelor publice adiacente, Piața Operei și Piața Franklin Roosevelt. Pentru cele două bulevarde proiectul prevede:
- construcția unei noi linii de tramvai în lungul bulevardelor, amplasată în spațiul verde dintre cele două direcții de mers;
- realizarea a câte două benzi de circulație auto pentru fiecare direcție de mers. Aceste benzi sunt dedicate traficului de tranzit și vor fi amplasate la stânga și la dreapta zonei centrale care conține spațiul verde și linia de tramvai;
- câte o pistă lărgită de biciclete pe ambele sensuri ale bulevardelor, construită din asfalt colorat în roșu;
- câte un trotuar larg pentru pietoni pe ambele sensuri ale bulevardelor;
- câte o bandă de circulație auto pentru fiecare direcție de mers. Aceste benzi, separate de benzile pentru traficul de tranzit, sunt destinate traficului local și vor fi prevăzute cu locuri de parcare;

De asemenea, în cadrul modernizării Italiëlei va fi complet refăcută intersecția acestui bulevard cu strada Ankerrui (N49A), care face legătura cu Tunelul Waasland, cu scopul fluidizării accesului spre și dinspre tunel și cheiurile râului Schelde.
Reamenajarea Pieței Operei este, probabil, cea mai complexă lucrare a proiectului. Tot traficul rutier între De Keyserlei și Piața Franklin Roosevelt va fi coborât în subteran prin execuția unui tunel, iar spațiul de la suprafață va fi destinat exclusiv pietonilor și bicicliștilor. Tot în subteran vor fi construite o parcare pentru automobile și una pentru biciclete. Parcarea auto va putea adăposti până la 370 de mașini, iar cea velo până la 300 de biciclete.
În timpul execuției lucrărilor dintre Piața Operei și Piața Franklin Roosevelt au fost descoperite vestigii arheologice datând din secolul al XVI-lea, în special fortificații din timpul ocupației spaniole a orașului. În zona Pieței Franklin Roosevelt era situată „Kipdorp”, una din cele două importante căi de acces în vechea cetate Antwerpen, iar intrarea se făcea pe Podul Kipdorp (în neerlandeză Kipdorpbrug). Acest pod va fi integrat în noua parcare din Piața Operei, iar tramvaiele vor traversa pe deasupra sitului arheologic pe un pod special construit în acest sens. Mai mult, anumite vestigii vor putea fi văzute și din interiorul tunelului rutier.
Tunelul rutier va avea la bază tuburile îngropate paralel cu nivelul –3 al stației de premetrou Opera. Aceste tuburi au fost construite în 1975, odată cu stația, și nu au fost niciodată utilizate. Nivelul –3 va fi amenajat și deschis circulației tramvaielor care întorc în prezent la Piața Franklin Roosevelt. Deschiderea acestui nivel va face ca stația Opera să devină, așa cum era proiectată inițial, una în cruce, nivelul –3 fiind perpendicular pe nivelul –2. În plus, în incintă, în locul vechiului centru de control, va fi construit un culoar de trecere semideschis, poziționat în colțul făcut de bulevardele De Keyser și Frankrijklei. Acest culoar va avea o adâncime de 16 m și un diametru de 24 m și va permite luminii naturale să pătrundă în stație.
Pentru executarea în siguranță a lucrărilor complexe, stația Opera a fost închisă accesului publicului în septembrie 2016, pentru o perioadă de „cel puțin un an”. Tramvaiele circulă în continuare prin ea, dar nu opresc. Redeschiderea stației este prevăzută pentru 2018, în timp ce inaugurarea tunelului auto și a parcării va avea loc în vara anului 2019.
Lucrările propriu-zise din Piața Operei au început pe 5 iunie 2017. Deoarece zona este un foarte important punct nodal în Antwerpen, municipalitatea, de Lijn, AWV și alți parteneri au analizat situația și au stabilit soluții pentru redirecționarea traficului din oraș și pentru a stabili conexiuni cât mai bune posibil pe toată perioada lucrărilor între cartierul Linkeroever, aflat pe malul stâng al râului Schelde, și restul orașului. Semnalizarea rutieră a fost modificată pe bulevardele Charles De Costerlaan (N49A) și Halewijnlaan (N70) din Linkeroever, și au fost introduse noi reguli de circulație. Municipalitatea a decis ca traficul de tranzit, care nu are origine sau destinație în Linkeroever, să fie dirijat spre tunelurile Kennedy și Liefkenshoek sau către parcarea P+R Linkeroever. Pe 12 iunie, la o săptămână de la începerea lucrărilor, partenerii implicați în proiect s-au întâlnit din nou pentru a trage primele concluzii. A rezultat că măsurile inițiale de redirecționare a traficului au fost corecte și că tramvaiele 8 și 10, care circulă prin premetrou pe sub zona lucrărilor din Piața Operei, sunt folosite în continuare de public la întreaga capacitate. De Lijn a decis suplimentarea tramvaielor pe liniile 3 și 5, iar municipalitatea a constatat că există încă suficiente locuri de parcare în parcările din fața gărilor sau în cele de tip P+R, fiind nevoie doar de încurajarea folosirii lor la întreaga capacitate și de asigurarea legăturilor feroviare potrivite.
Lucrările au continuat, iar pe 25 august au sosit pe șantier primele grinzi pentru acoperirea viitoarei parcări subterane. Montate peste parcare, grinzile, având o lungime de 45 de metri și o masă de circa 115 tone fiecare, urmau să reprezinte în același timp și suportul peste care se construiește noua Piață a Operei de la suprafață. Primul lot de 51 de grinzi, din totalul de 89, a fost livrat între 25 august și 19 septembrie, iar restul de 38 au fost trimise pe șantier între jumătatea lunii octombrie și începutul lunii noiembrie. Din cauza dimensiunilor mari, grinzile au fost transportate noaptea, între orele 00:00 și 03:00, când traficul este redus, iar străzile de pe traseul camioanelor au fost închise temporar traficului rutier. Montarea grinzilor s-a efectuat ziua.

### Cartierul Eilandje

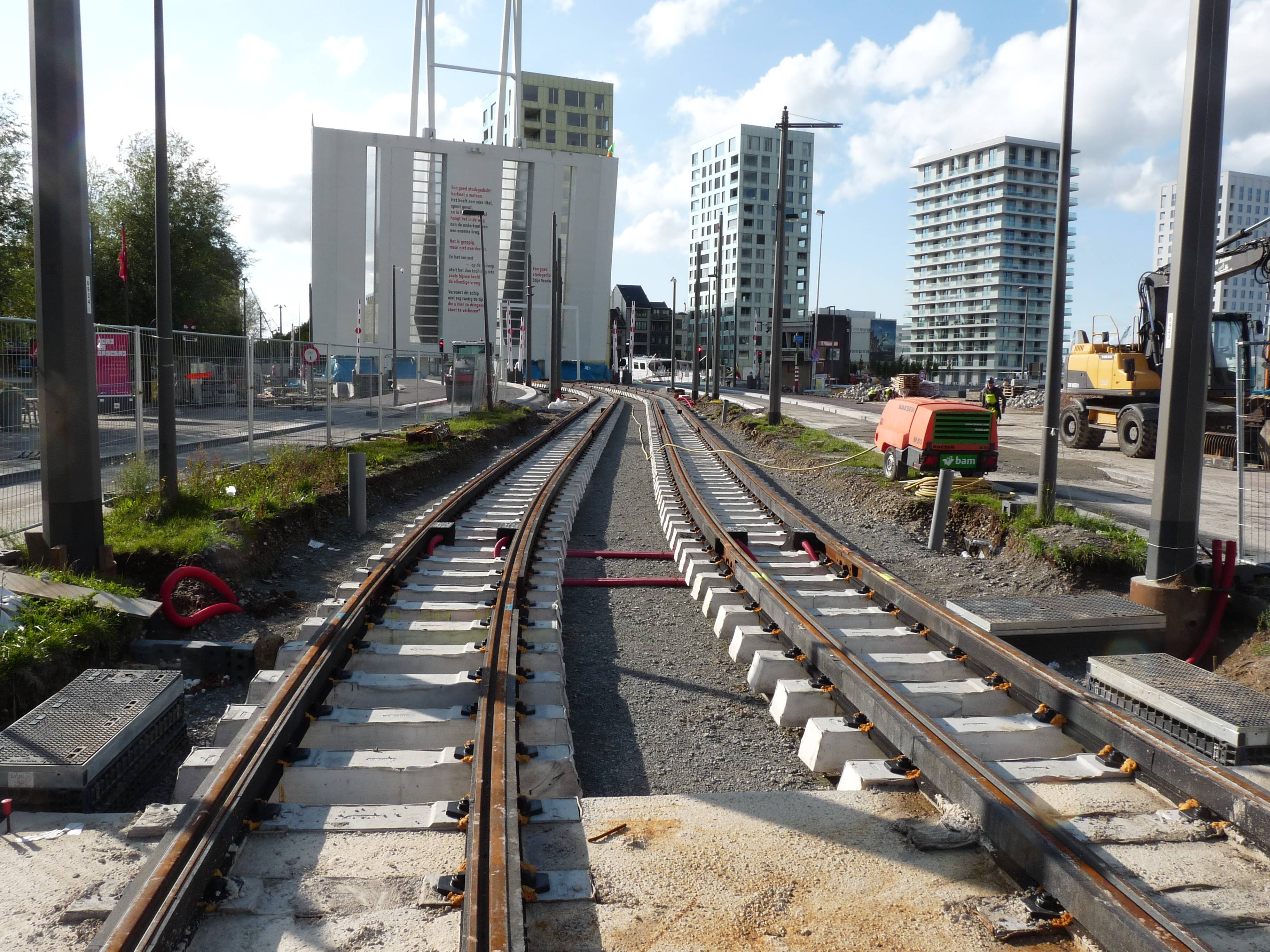
Construcția liniei de tramvai în zona podului Londenbrug din Eilandje, septembrie 2017.

În cartierul Eilandje, situat în nordul orașului, proiectul prevede:
- construcția unei noi linii de tramvai, în lungime de 2,4 km, care să conecteze cartierul cu Gara Centrală. Punctul terminus al liniei va fi o buclă de întoarcere situată în zona Căpităniei portului;[34]
- reabilitarea mai multor străzi, precum Rijnkaai, Kempenstraat, Bataviastraat, Sint-Laureiskaai, Dinantstraat și a unei porțiuni din Sint-Pietersvliet. De asemenea, proiectul prevede reamenajarea a două poduri. Lucrările la aceste două poduri presupun separarea căii de tramvai de traficul rutier pe podul Mexicobrug și înlocuirea completă a podului Londenbrug cu unul nou, mai larg decât cel actual;[34]
- reamenajarea împrejurimilor viaductului Hardenvoort. Pe viaduct va fi păstrat doar traficul rutier, care va circula pe câte două benzi pe sens. Pe sub viaduct va fi amenajat un pasaj pentru bicicliști care va conecta Parcul Feroviar Nord cu străzile Kempenstraat și Asiadok-Oostkaai. Pe Kempenstraat vor fi realizate un trotuar larg și o pistă cu două benzi pentru biciclete, realizându-se astfel o legătură velo între Eilandje, Parcul Feroviar Nord și cartierul Dam.[34]
- realizarea unei noi linii de tramvai pe bulevardele Noorderleien care, via strada Kempenstraat, să facă legătura cu bulevardul Noorderlaan;
- dezvoltarea micului cartier Cadix din Eilandje, în care locuiesc în prezent doar câteva sute de oameni. Municipalitatea intenționează extinderea acestuia astfel încât, în viitor, să poată adăposti 4000 de locuitori;[34][35]

Înlocuirea completă a podului rabatabil Londenbrug cu unul nou a fost motivată de instalarea liniei de tramvai. Lucrările au demarat pe 8 august 2016, iar podul a fost închis total circulației auto. Antreprenorul a realizat o nouă incintă subterană pentru mecanismul de rabatare a podului, iar fundația acestuia a fost consolidată. Suplimentar, sensul de rabatare a podului a fost schimbat, acesta deschizându-se acum în cealaltă direcție. Demolarea vechiului pod a început în februarie 2017, traficul pietonal și ciclist fiind redirecționat pe un pod temporar construit în vecinătate. În luna mai 2017 a fost livrată pe șantier calea de rulare cu ajutorul unui remorcher și au fost demarate lucrările de montare a acesteia. Noul pod Londenbrug a fost dat în funcțiune în noiembrie 2017.

### Bulevardul Norderlaan

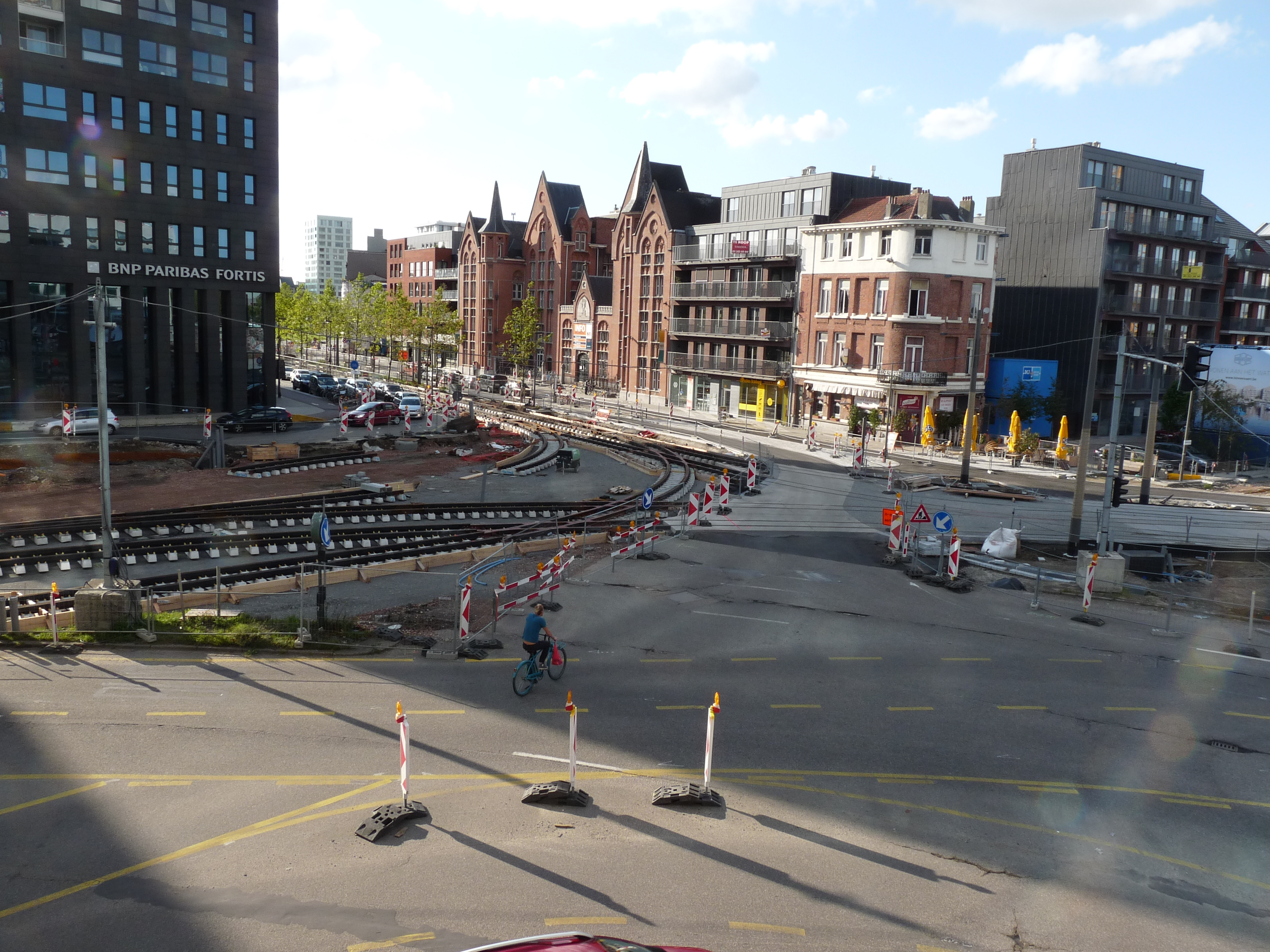
Lucrări în intersecția străzilor Londenstraat, Belgiëlei și Noorderlaan.

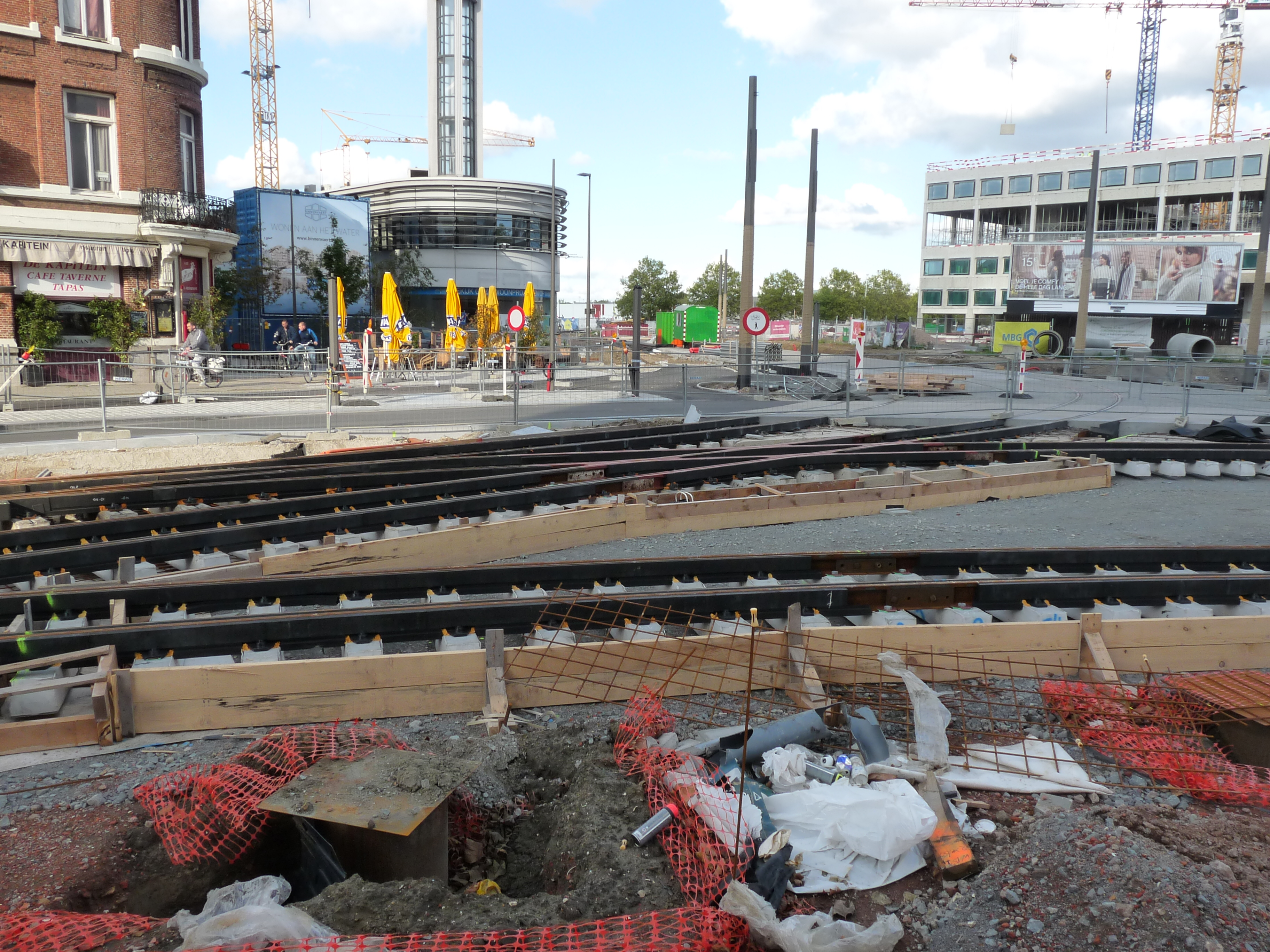
Lucrări în intersecția străzilor Londenstraat, Belgiëlei și Noorderlaan.

Proiectul prevede modernizarea pe întreaga lungime de 2 km a bulavardului Noorderlaan. Înainte de începerea lucrărilor, pe bulevard exista o bandă laterală separată pentru autobuze, iar tramvaiele circulau pe un traseu dedicat în zona mediană. Conform proiectului, cele două benzi separate au fost combinate într-una singură, construită pe partea estică a bulevardului, pe care vor circula împreună autobuzele și tramvaiele. Calea rutieră, trotuarele și pistele de bicicliști vor fi reabilitate, iar cinci intersecții au fost modernizate, sporindu-se siguranța traversării lor. Este vorba de intersecțiile bulevardului Noorderlaan cu străzile Ekersesteenweg, Havanastraat, Manchesterlaan, Santiagostraat și Groenendaallaan, unde spațiul de traversare pentru cicliști și pietoni va fi lărgit.
Suplimentar, pe laterala de vest a bulevardului au fost construite benzi paralele pentru traficul local și accesul la firmele și magazinele din zonă. Tot în cadrul acestui capitol al proiectului este prevăzută realizarea unei noi parcări de tip Park & Ride în zona Havana a fostei cazărmi din Luchtbal. Parcarea va fi alcătuită din două clădiri care vor putea adăposti în total până la 1.800 de mașini. Aici, șoferii care vin dinspre A12 și E19 își vor putea parca mașinile și călători mai departe spre centru cu mijloacele de transport în comun, în timp ce o parte din spațiul de parcare va fi rezervată pentru viitorul supermagazin IKEA.
Deoarece lucrările la noul Park & Ride sunt decalate în timp față de cele de modernizare a bulevardului, în timpul execuției a fost amenajată o parcare Park & Ride temporară, cu o capacitate de 114 locuri. Aceasta a fost realizată la marginea zonei Havana, în apropierea biroului de poliție din vecinătate.
Lucrările pe bulevardul Noorderlaan au început pe 6 februarie 2016. Pe 8 februarie a fost atacată și intersecția bulevardului cu strada Groenendaallaan. În martie 2016 a fost închis traficul în intersecția Noorderlaan–IJzerlaan pentru a permite efectuarea de lucrări în zonă. În luna mai 2016 a venit rândul intersecției Noorderlaan–Ekersesteenweg să fie temporar închisă pentru a fi amenajată.
Darea în funcțiune a noii linii de tramvai de pe bulevardul Noorderlaan a fost amânată față de termenul prevăzut inițial, din cauza prelungirii lucrărilor la intersecția cu strada Groenendaallaan. Astfel, De Lijn a început abia în februarie 2017 testarea, timp de două luni, a noii infrastructuri de tramvai de pe bulevard. Ulterior, tramvaiele au putut circula până în zona Havana, iar autobuzele au putut folosi până la Ekersesteenweg întreaga bandă dedicată transportului în comun.
Pe 2 mai 2017 a fost lansată ultima fază a amenajării intersecției Groenendaallaan. Accesul începând de la Podul Noorderlaan a fost întrerupt pe 22 mai, pentru a permite reasfaltarea căii rutiere și a pistelor pentru cicliști.
La jumătatea lunii mai, traficul în direcția Ekeren a fost mutat pe benzile nou-construite, în timp ce traficul spre Antwerpen a rămas să se desfășoare pe vechile benzi. Noua linie de tramvai a fost inaugurată pe 3 iunie. În zona mediană a bulevardului, constructorul a așternut un strat temporar de asfalt, astfel încât, câteva săptămâni mai târziu, traficul să poată fi redirecționat pe acolo pentru a permite începerea lucrărilor pe benzile încă neamenajate. Tot în luna mai 2017 au fost asfaltate câteva porțiuni ale bulevardului Noorderlaan situate la nord de Ekersesteenweg.
În septembrie 2017, o bandă de circulație de pe Noorderlaan a fost închisă timp de trei săptămâni pe timpul nopții, pentru a permite plantarea unor arbori ornamentali și montarea unor ghivece cu plante în spațiul verde dintre banda pentru mijloacele de transport în comun și sensul de circulație rutieră spre Ekeren.
Pe 17 octombrie s-a început asfaltarea noilor benzi auto între Ekersesteenweg și Michiganstraat. Acest lucru a permis ca, din 30 octombrie, traficul auto spre centrul orașului să fie dirijat între cele două intersecții pe noile benzi. Din 17 noiembrie 2017 au fost date în funcțiune noile benzi de circulație și între Michiganstraat și Havanastraat. 